# Schuyt & Co
Schuyt & Co was een Nederlandse uitgeverij.
Onderdeel van Fontaine was Schuyt & Co, van oud-directeur en oprichter Martin Fontijn.
Onder de naam Verkoopmaatschappij Schuyt & Co zorgde deze organisatie voor de marketing en levering via het Centraal Boekhuis van een paar Belgische en Nederlandse fondsen, waaronder Uitgeverij Lias in Hilversum, Uitgeverij Brandt in Amsterdam en Uitgeverij Van Halewyck in Antwerpen.

## Geschiedenis Schuyt & Co
Schuyt & Co werd in 1952 opgericht en is lang geleid door directeur Karel Schuyt, die in november 1992 de zilveren legpenning kreeg van de Historische Vereniging Haerlem. Schuyt was niet alleen bestuurslid van de vereniging van 1976 tot 1986, maar zijn uitgeverij verzorgde ook de uitgave van 20 Jaarboeken en tal van andere verenigingspublicaties.